# Parque Nacional de Eravikulam
O Parque Nacional de Eravikulam é um parque nacional situado no estado de Kerala, no sudeste da Índia. Fica nos Gates Ocidentais no distrito de Idukki e tem área de 97 km².

## Geografia
O corpo principal do parque consiste numa alta meseta de colinas suaves, com altitude de aproximadamente 2000 m. O terreno consiste em pradarias com bosques perenes chamados sholas. O pico Anai Mudi, no sul, é o lugar mais alto dentro do parque, com 2690 m.

## Flora
No parque há três tipos principais de comunidades botânicas: prados, matos e bosques. O terreno acima dos 2000 m está coberto principalmente por prados. Há, porém, numerosas pequenas áreas de bosques em vales e barrancos. Os vales mais profundos são densamente arborizados.

## Fauna

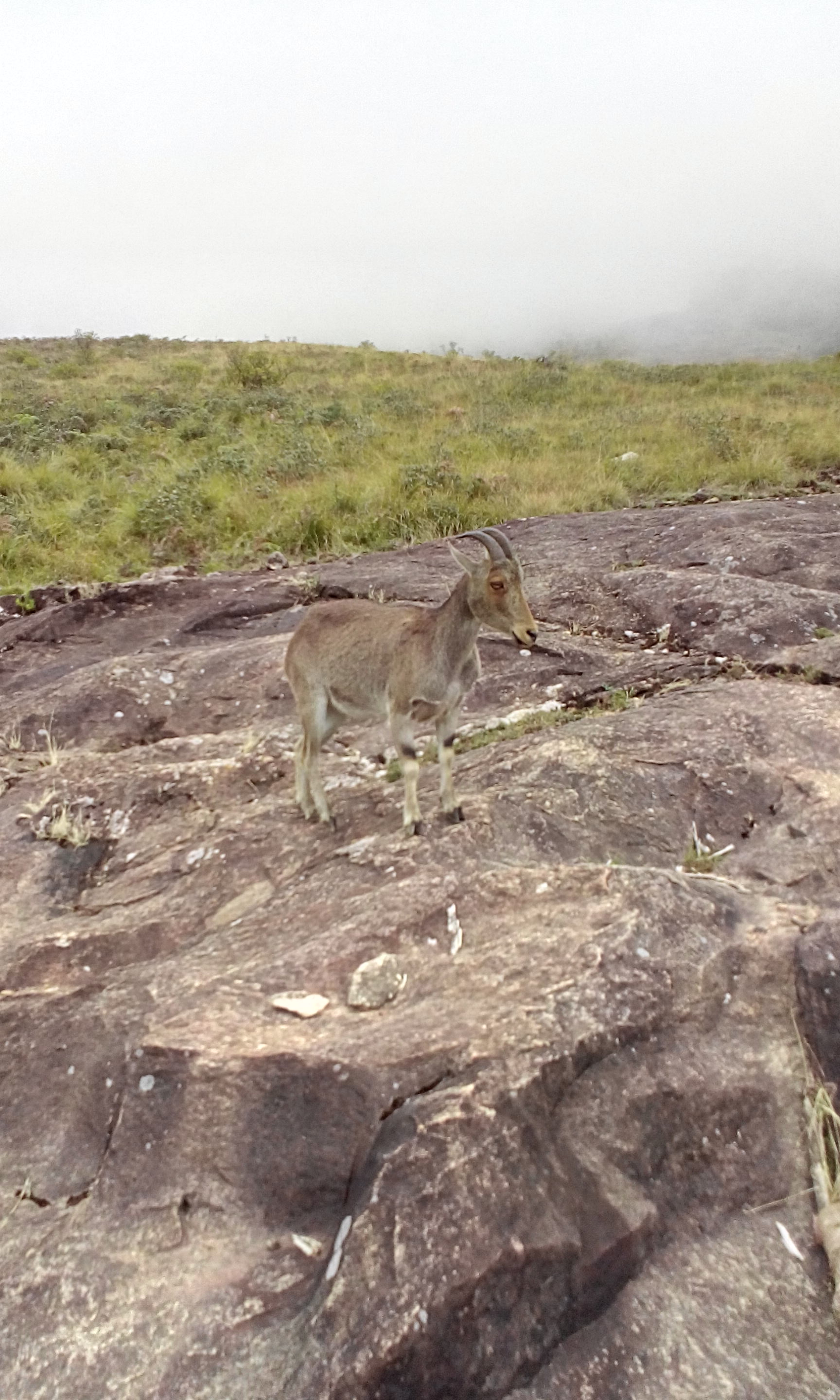
Nilgiritragus hylocrius avistado no P. N. de Eravikulam.

Conhecem-se no parque 26 espécies de mamíferos, incluindo a maior população de Hemitragus hylocrius, estimada em aproximadamente 750 exemplares. Outros ungulados são o gaur, o muntíaco-da-índia e o sambar. 
19 espécies de anfíbios foram documentadas no parque, além de numerosas espécies de aves e répteis.